# Musée mémorial Tomimoto Kenkichi

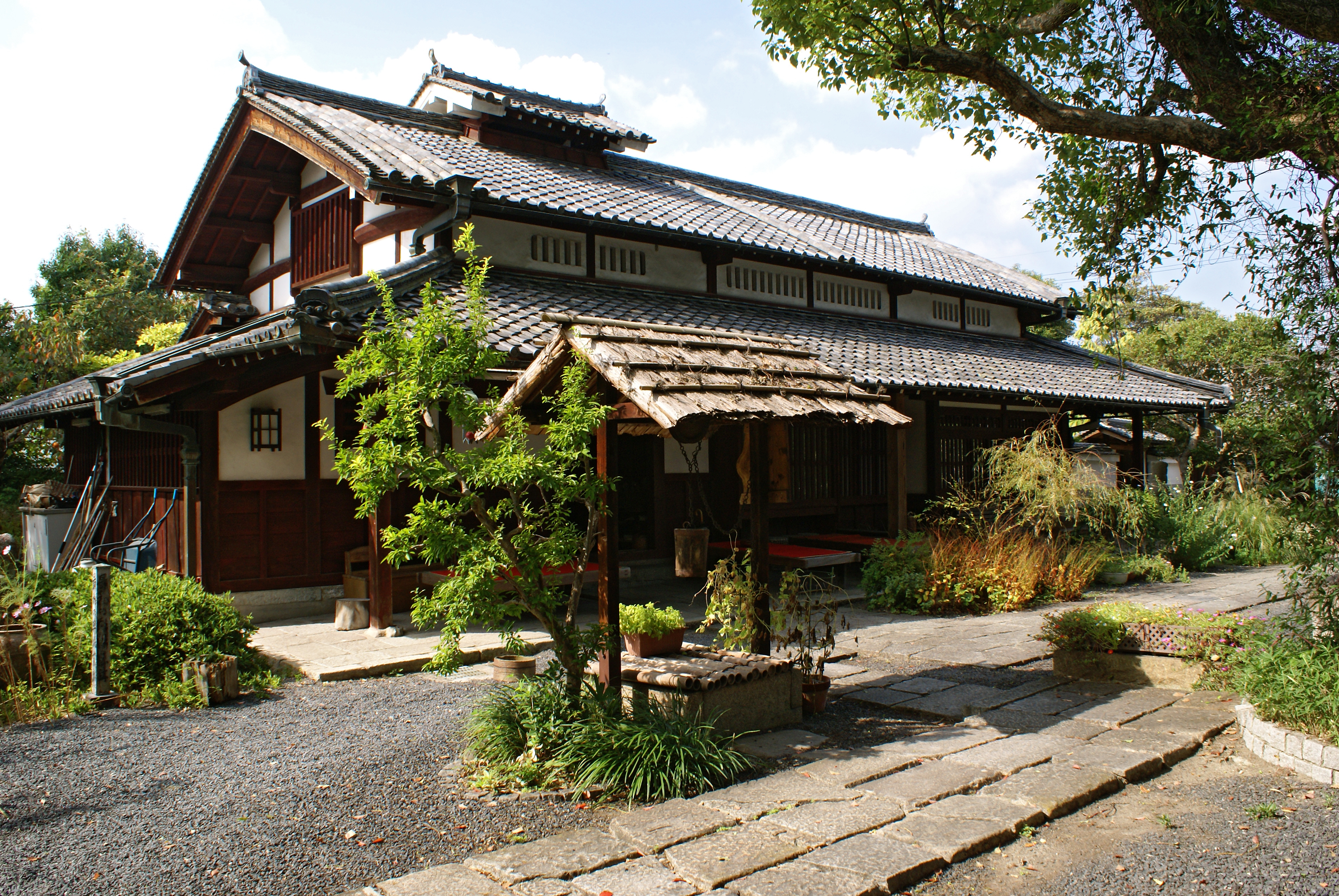
Musée mémorial Tomimoto Kenkichi

Le Musée mémorial Tomimoto Kenkichi (富本憲吉記念館, Tomimoto Kenkichi Kinenkan) ouvre à Ando, préfecture de Nara, au Japon en 1974. Il est consacré à la vie et à l’œuvre de Tomimoto Kenkichi, un des premiers partisans du mouvement d'art populaire mingei, né dans les environs,.